# Paraulopus japonicus
Espèce
Statut de conservation UICN

 DD 15 août 2019 : Données insuffisantes
Paraulopus japonicus est une espèce de poissons marins téléostéens de la famille des Paraulopidae.

## Systématique
L'espèce Paraulopus japonicus a été décrite pour la première fois en 1981 par l'ichtyologue japonais Toshiji Kamohara (d), sous le protonyme Chlorophthalmus japonicus.
Le nom valide complet (avec auteur) de ce taxon est Paraulopus japonicus (Kamohara, 1956).

### Synonymie
Selon Catalogue of Life (23 novembre 2024) et World Register of Marine Species (23 novembre 2024) :
- Chlorophthalmus japonicus Kamohara, 1956

## Description
Paraulopus japonicus possède un corps allongé qui varie entre 12,15 et 14,61 cm, et fildont l'holotype mesure 12,15 cm.
L'espèce possède une mâchoire inférieure légérement prohéminente et garnie de dents caniniformes, ainsi qu'une langue également garnie d'une à deux rangées de dents caniniformes, plus grosses que celles se trouvant sur la mâchoire.
Paraulopus japonicus se caractérise également par une nageoire pectorale particulièrement longue, qui dépasse sa nageoire dorsale.
Cette même nageoire dorsale est également un critère de dimorphisme sexuel, les mâles possédant une nageoire unicolore quand les femelles ont un triangle plus sombre au sommet de celle-ci.
Paraulopus japonicus a le dos gris pâle, couvert de tâches vert-olive, avec des lignes iridescentes au milieu du corps et le ventre blanc.

## Répartition
Cette espèce se croise dans l'océan Pacifique, au large du Japon, à des profondeurs environnant les 300 m.

## Étymologie
Son épithète spécifique, japonicus, « japonais », fait référence au lieu de découverte de l'holotype, au large du Japon.

## Publication originale
- Muséum national d'histoire naturelle, Résultats des campagnes MUSORSTOM : 1 : Philippines (18-28 mars 1976) (publication scientifique), 1981, [lire en ligne], p. 85 à 102.